# Wat Si Muang
Wat Si Muang hay chùa Sỉ Muông (Sí Muông) được xây dựng năm 1566 là nơi đặt cột trụ chính của thành phố và là ngôi chùa linh thiêng nhất tại Thủ đô Viêng Chăn. Ngôi chùa là linh hồn của thành phố, nơi người dân Lào thường đến để cầu an, cầu phúc, cầu bình yên.
Truyền thuyết địa phương kể rằng, khi xây dựng Viêng Chăn, Đức Vua đã lựa chọn địa điểm tại huyện Sỉ Xắc Ta Nạt để cắm cột trụ thiêng khẳng định chủ quyền của đất nước. Đức Vua đã cho truyền lời kêu gọi thần dân tình nguyện hiến dâng sinh thể của mình làm " cột mốc" thiêng cho Tổ quốc. Vào một buổi sáng ngày lành tháng tốt, sau khi lập đàn cúng bái trời đất, khi người ta đào hố để chôn cột trụ thì trúng mạch nước ngầm, nước phun lên không dứt. Và Nàng Sỉ, một phụ nữ trẻ đang mang thai đã tình nguyện hiến sinh, nhảy xuống để lấp cột nước. Phải 100 ngày sau, hố sâu tự liền lại và nhô lên một cột trụ thiêng. Người ta lấy gạch (xỉ) bao xung quanh thành một ngọn đồi nhỏ (ước chừng cao 5m, dài 15m và rộng 11m) và từ đó gọi tên là Chau Me Sỉ Mương (Chau: chủ; Mương: mường, huyện; Me: mẹ; Sỉ: tên riêng; Chau Me Sỉ Mương: Mẹ Sỉ làm chủ mường, làm chủ đất nước). Cũng từ đó, Nàng Sỉ được coi như vị thần bảo vệ thành phố.
Ngoài sự tích nêu trên chùa Mẹ Sỉ Muông còn có thêm 1 sự kiện nổi bật mang đậm nét tâm linh huyền bí về đôi chim hạc cự ngụ ngay trên hòn giả sơn sau hậu điện. Chẳng biết chúng đến tự bao giờ nhưng nghe nói là đã có rất lâu rồi. Từ khi chim hạc xuất hiện, dân chúng thêu dệt thêm nhiều huyền thoại. Có người cho rằng Đức Phật phái chim hạc bay về canh giữ cho Mẹ Sỉ; lại có người cho rằng linh hồn của Mẹ Sỉ nhập vào chim hạc mà về. Phải đất nước an lành, tươi đẹp, lòng người hài hòa chim hạc mới bay về đậu.
Chùa Sỉ Muông có diện tích khoảng hơn 2 ha. Cấu trúc của chùa gồm một nhà chính thờ Phật và khu vực thờ Mẹ Sỉ Muông. Khuôn viên chùa có đặt nhiều tượng phật, đáng chú ý nhất là bức tượng phật Thích Ca được đặt dưới tán cây bồ đề. Bên cạnh đó, còn có 6 bức tượng đứng và một bức tương nằm tượng trưng cho sự bao bọc thiêng liêng của Thánh Mẹ. 
Chùa chính có 2 gian. Gian trước khá sơ sài, thường có một nhà sư ngồi buộc chỉ vào tay để ban phước.Gian sau là gian thờ - chiếm hầu hết diện tích. Điều đặc biệt là bên trong hậu điện của chùa, chính giữa không phải tượng Phật mà lại là một khối đá cao to. Khối đá đó không phải đặt lên trên bàn thờ, mà là một cột đá xuyên thẳng xuống sâu trong lòng đất. Bàn thờ chỉ xây quanh cột đá thôi. Cột đá đó là một trong 2 cột thần trấn giữ cho thành phố Vientiane. Đây là cột mẹ, còn một cột nữa là cột cha nằm trong That Luông, bảo vệ cho xá lị của Phật. Ngôi chùa được trang trí hết sức cầu kỳ và tinh xảo. Ngay ở cổng chính điện, bạn có thể nhìn thấy những bức tranh, bức phù điêu kể về huyền thoại Mẹ và Đức Phật.
Ngôi chùa này được xây dựng trên phế tích của một ngôi đền Khmer. Đằng sau chùa chính hiện vẫn còn phế tích của ngôi đền này với cửa ra vào và tháp mang đậm phong cách Khmer.

## Hình ảnh

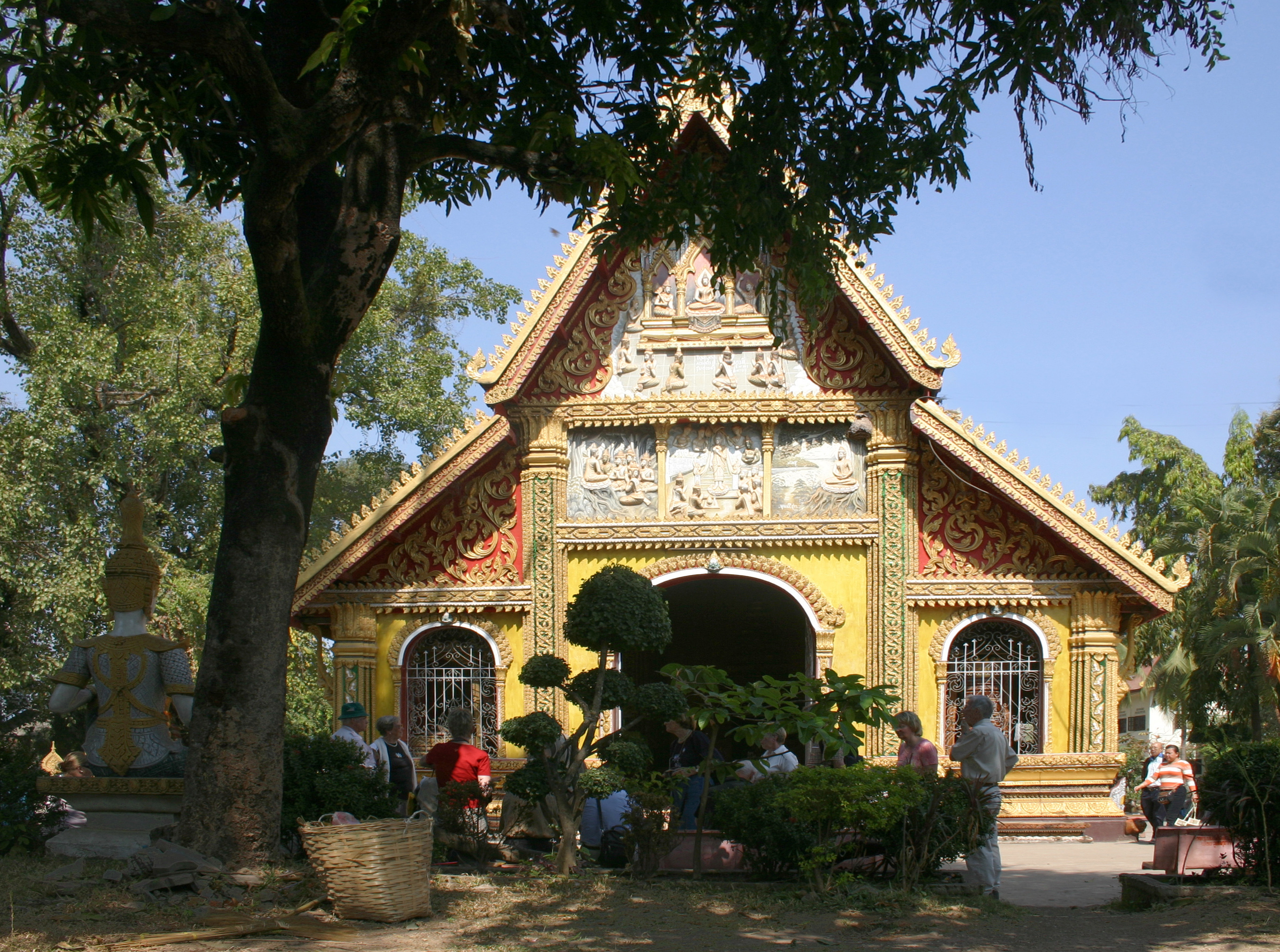
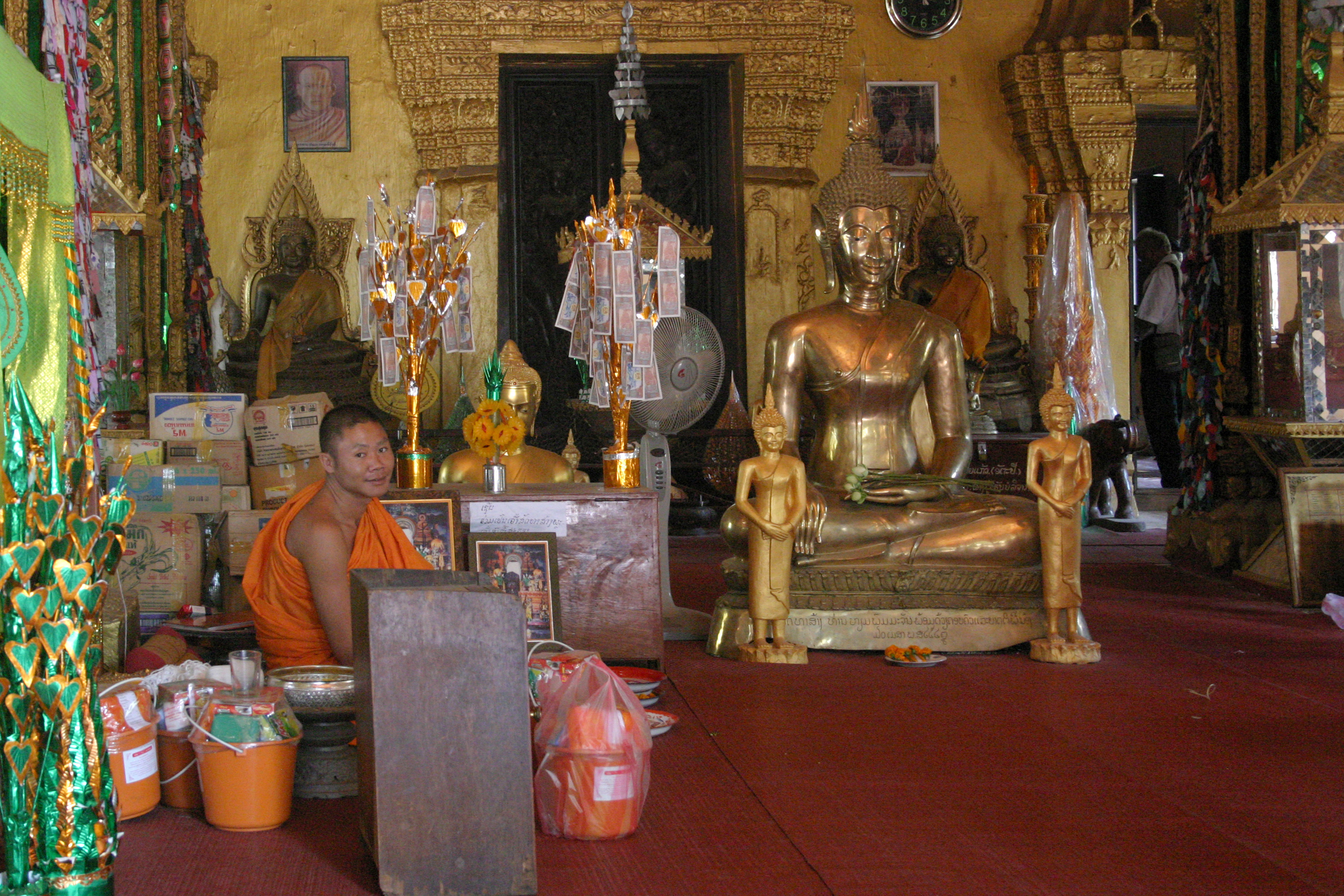
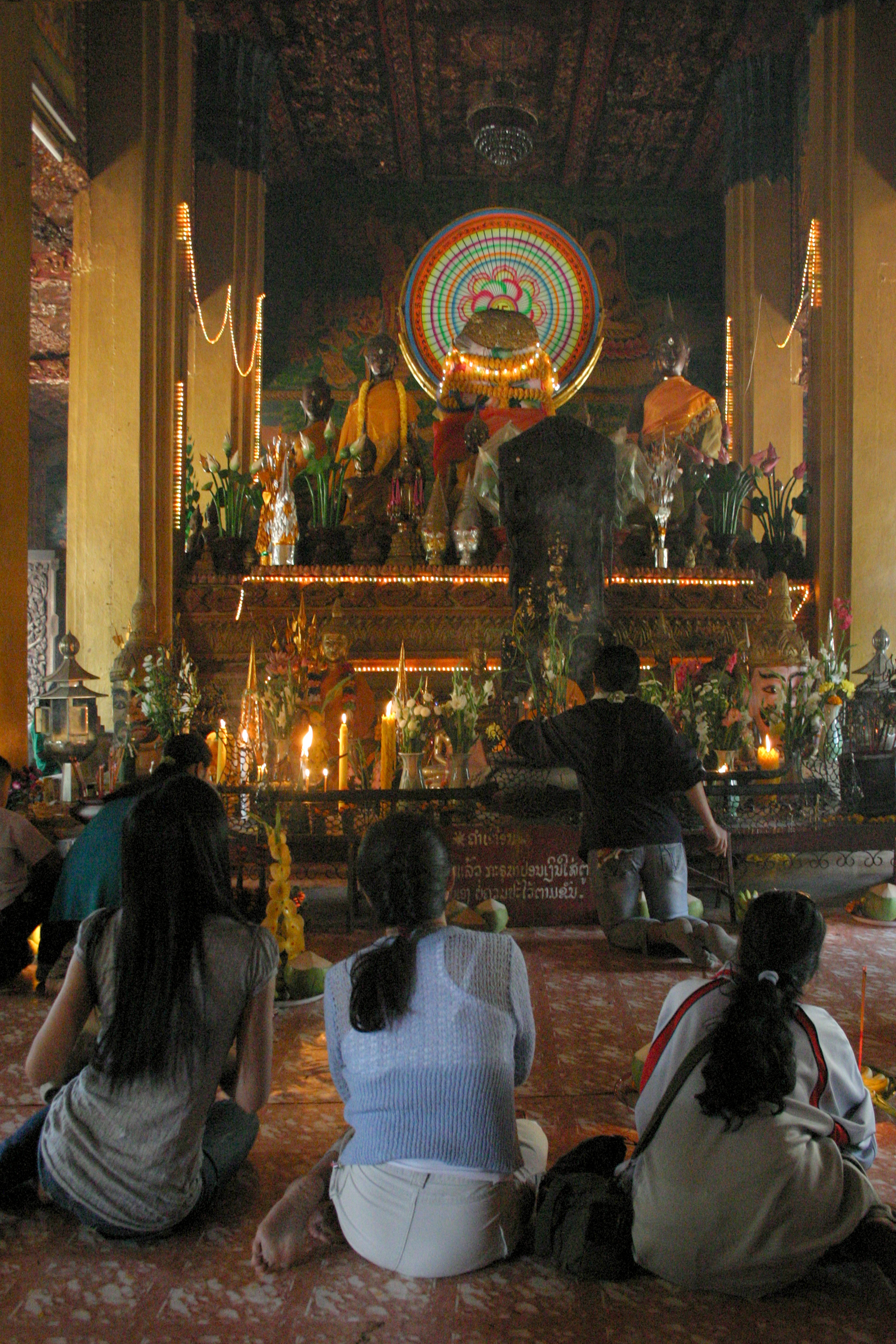
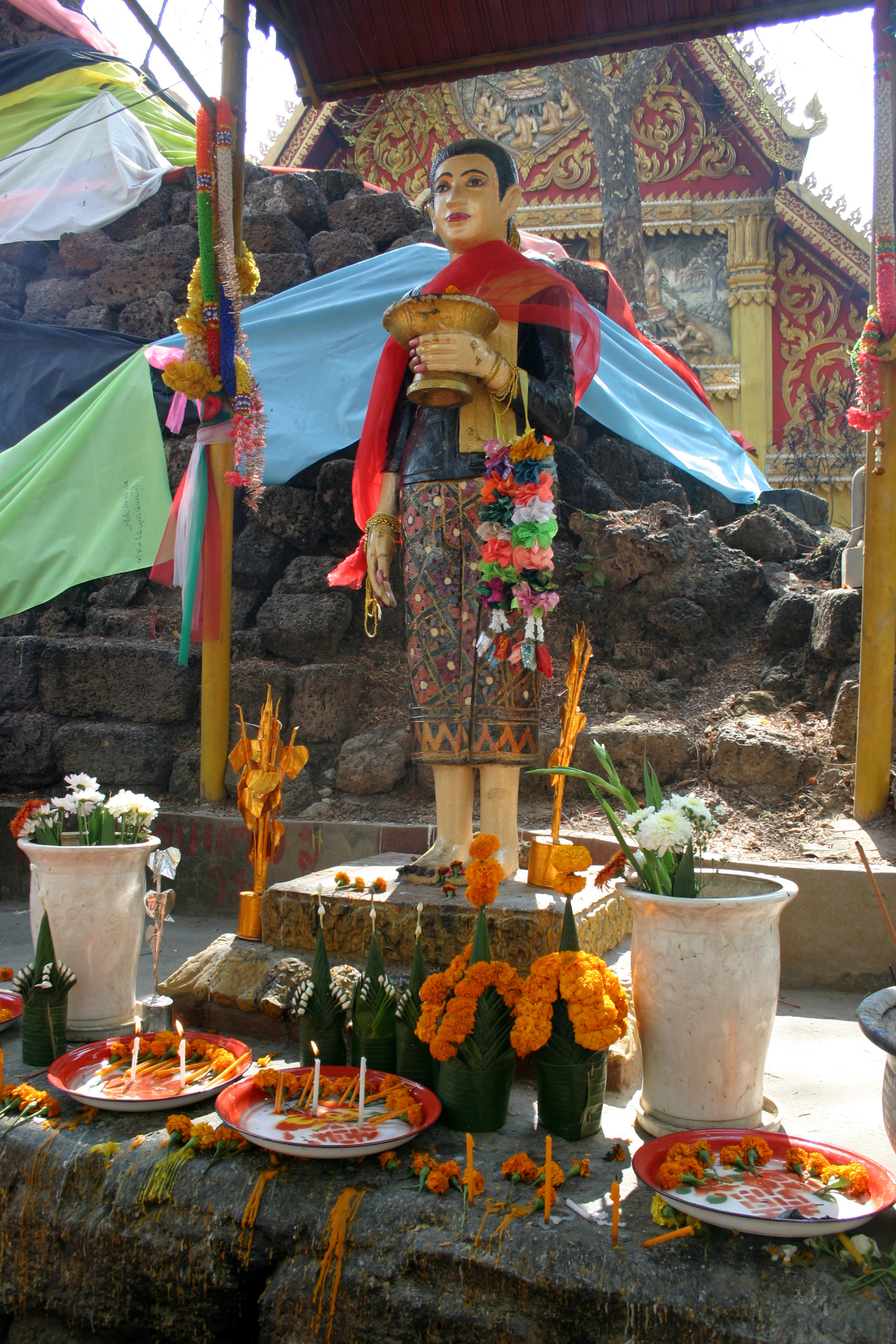
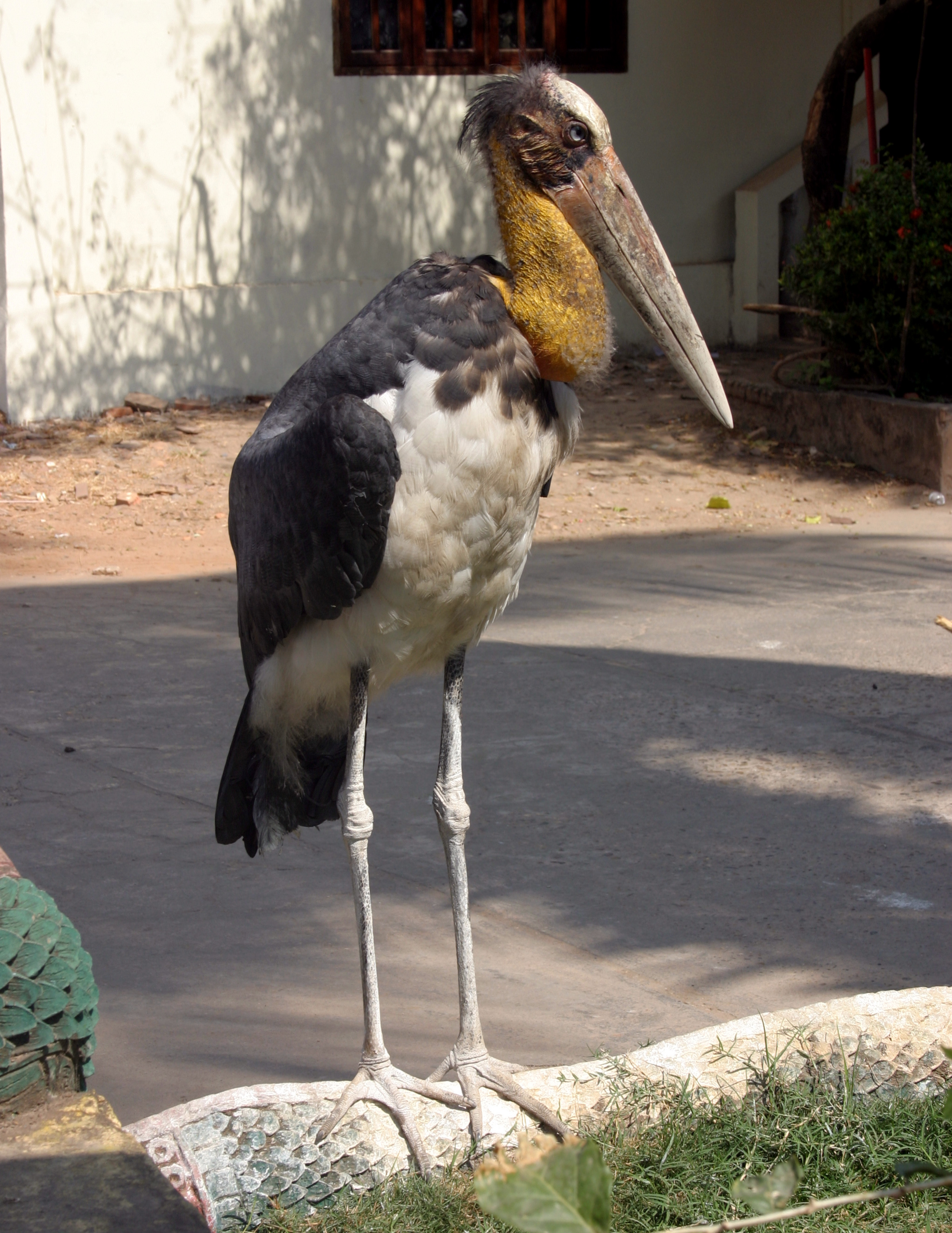
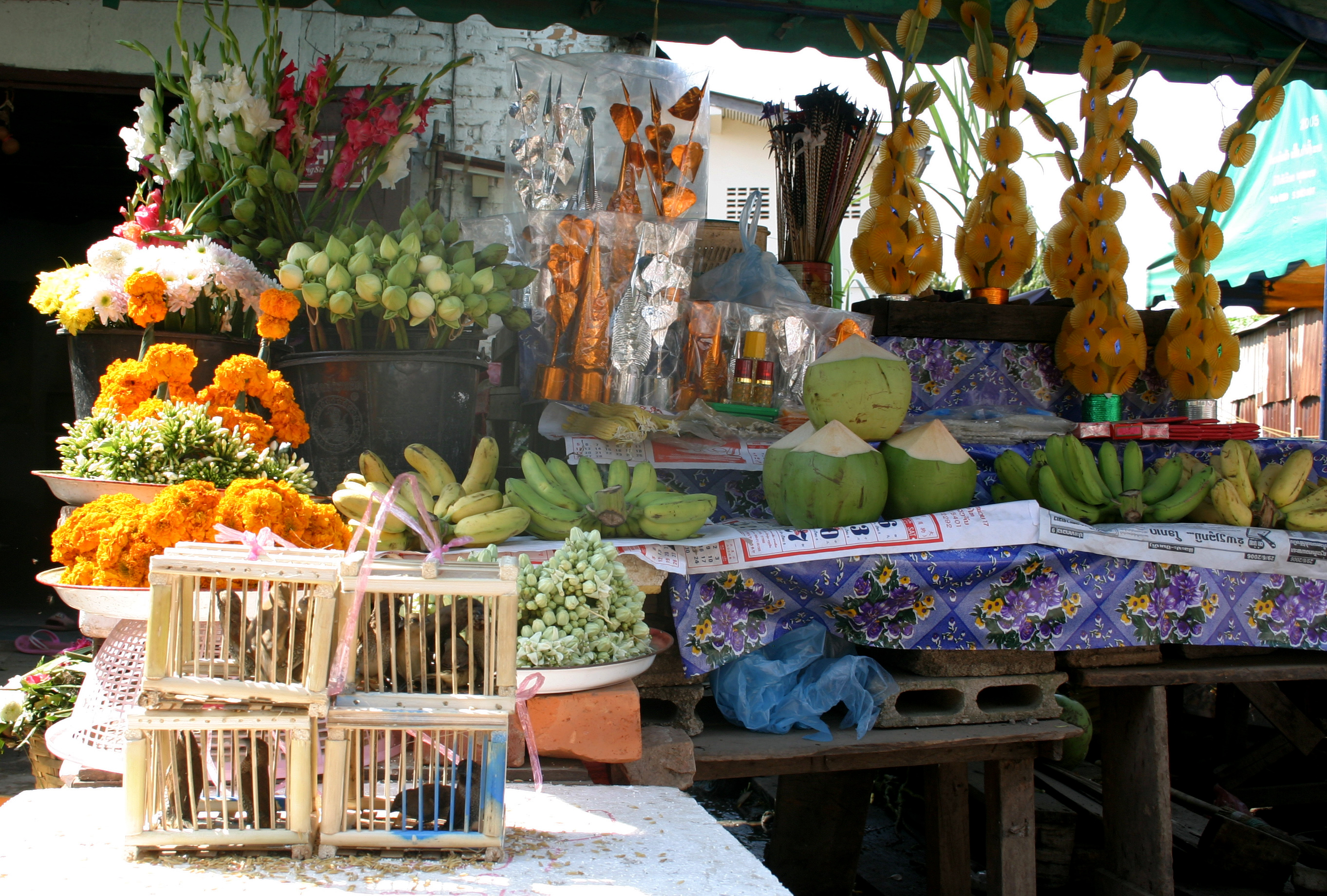